# Батальон Маккензи—Папино
Канадский батальон, также известный как Батальон имени Уильяма Маккензи и Луи Папино (исп. Batallón Mackenzie-Papineau, англ. Mackenzie–Papineau Battalion, фр. Bataillon Mackenzie-Papineau) — канадское добровольческое военное подразделение, собранное из числа членов Коммунистической партии Канады и участвовавшее в Гражданской войне в Испании на стороне республиканцев. Назван в честь лидеров канадского восстания 1837 года против британцев Уильяма Лайона Маккензи и Луи-Жозефа Папино.

## История

### Создание батальона
Кроме Канады только Франция дала больший процент своего населения в качестве добровольцев в Испанию. Первые канадцы, прибывшие в Испанию после начала конфликта, были направлены, главным образом, в американский батальон Авраама Линкольна, а позже североамериканский батальон Джорджа Вашингтона, всего порядка сорока канадцев в каждый из них. XV Интернациональная Бригада, в которую входили эти подразделения, приняла участие в боях на Хараме, в которых девять канадцев были убиты.
В отличие от британских и американских добровольцев, среди которых было значительное количество студентов и интеллигенции, из Канады в основном ехали представители рабочего класса, взгляды которого существенно полевели вследствие Великой депрессии. Коммунистическая партия Канады отправила в Испанию полторы тысячи добровольцев. Многие другие умеренные группы, понимавшие возможные последствия победы фашизма на Пиренеях, также поддерживали испанских республиканцев и организовали комитет в поддержку испанской демократии. Многие добровольцы были из числа родившихся в Европе, в основном, финны и украинцы.
В апреле 1937 года канадское правительство приняло закон об иностранной вербовке, запрещающий участие канадцев в войне за пределами страны, а также таможенный закон, который предусматривал государственный контроль за экспортом оружия. Таким образом, участие канадцев в Гражданской войне в Испании становилось незаконным. Комитет по поддержке испанской демократии прекратил отправку добровольцев, но продолжал набирать медицинский персонал. Вербовкой бойцов продолжала заниматься только Коммунистическая партия. Правительство отказалось выдавать паспорта тем, кто, по его мнению, собирался воевать в Испании, и поручило Королевской канадской конной полиции следить за деятельностью левых активистов. Таким образом, любому канадцу, пожелавшему служить в Испании, приходилось выезжать под надуманным предлогом.
Как правило, потенциальные добровольцы приезжали сначала в Торонто, где в штаб-квартире на углу Куинс-стрит и Спадина-авеню производился отбор. Приоритет отдавался тем, кто был известен по работе в профсоюзах или левых политических партиях. Пьяниц и авантюристов отсеивали, оставляя только тех, кто действительно стремился к борьбе против фашизма. Все эти факторы, наряду со сравнительно зрелым возрастом новобранцев (61.5 % было за тридцать), делали канадских добровольцев надёжными бойцами Интербригад. Из Торонто канадские добровольцы продолжали путь в Монреаль, или чаще в Нью-Йорк, через Атлантический океан во Францию, затем в Испанию на корабле или пешком через Пиренеи.

### Боевой путь
К лету 1937 года в республиканскую Испанию прибыло около 1200 канадцев, из которых в начале мая был сформирован отдельный батальон. Спустя два месяца он был назван по имени Уильяма Лайона Маккензи и Луи-Жозефа Папино, которые возглавили антибританское восстание 1837 года. Батальон был сформирован в Альбасете под командованием Эдварда Сесил-Смита, монреальского журналиста и профсоюзного лидера.
Большинство солдат батальона были выходцами из Канады и США. Первоначально даже шли споры о том, можно ли считать его третьим американским батальоном, так как американцев в нём было вдвое больше числа канадцев. Уже позднее канадцы составят половину численности батальона.
Свой первый бой с фашистами канадский батальон принял на реке Харама близ Мадрида в период с февраля по июнь 1937 года, а позже — в битве при Брунете в июле того же года. Несмотря на большие потери, сопротивление националистов было сломлено. Вскоре после этого батальон Маккензи-Папино стал третьим батальоном XV Интернациональной бригады.

### 1938 год
В течение следующего года батальон Маккензи-Папино участвовал в трёх крупных сражениях: битве за Теруэль (декабрь 1937 — март 1938), наступлении в Арагоне (март-апрель), вылившемся в отступление республиканских войск. Хотя канадцы успешно отражали атаки фашистских войск, развал фронта на флангах заставил их присоединиться к общему отступлению. Последним сражением батальона стала битва на Эбро (июль-сентябрь 1938 года). Они мужественно сражались, но не смогли преодолеть франкистского сопротивления, поддержанного нацистской Германией и фашистской Италией, сказалось также полное отсутствие поддержки со стороны любой из западных демократий.
В конце концов, премьер-министр Испанской республики Хуан Негрин 21 сентября 1938 года объявил о выводе интернациональных бригад, а шесть месяцев спустя, 28 марта 1939 года, пал Мадрид. Из 1546 канадцев, сражавшихся в Испании, погиб 721. Для выживших путь домой был трудным. Канадское правительство продолжало свою политику игнорирования или даже преследования ветеранов Испании. Не имея денег на обратную дорогу, многие канадцы были задержаны во Франции до января 1939 года, когда правительство разрешило им вернуться на родину. По возвращении в Канаду многие добровольцы были арестованы полицией и лишились работы. Хотя Канада воевала на стороне союзников против фашизма во Второй мировой войне, вклад батальона никогда не был официально признан. Официальные историки Канады редко упоминают о гражданской войне в Испании. Большое количество ветеранов Мак-Пап воевало во Второй мировой войне, одновременно считаясь подозрительными из-за «политической неблагонадёжности», будучи по иронии судьбы классифицированными как «преждевременные антифашисты».

## Память

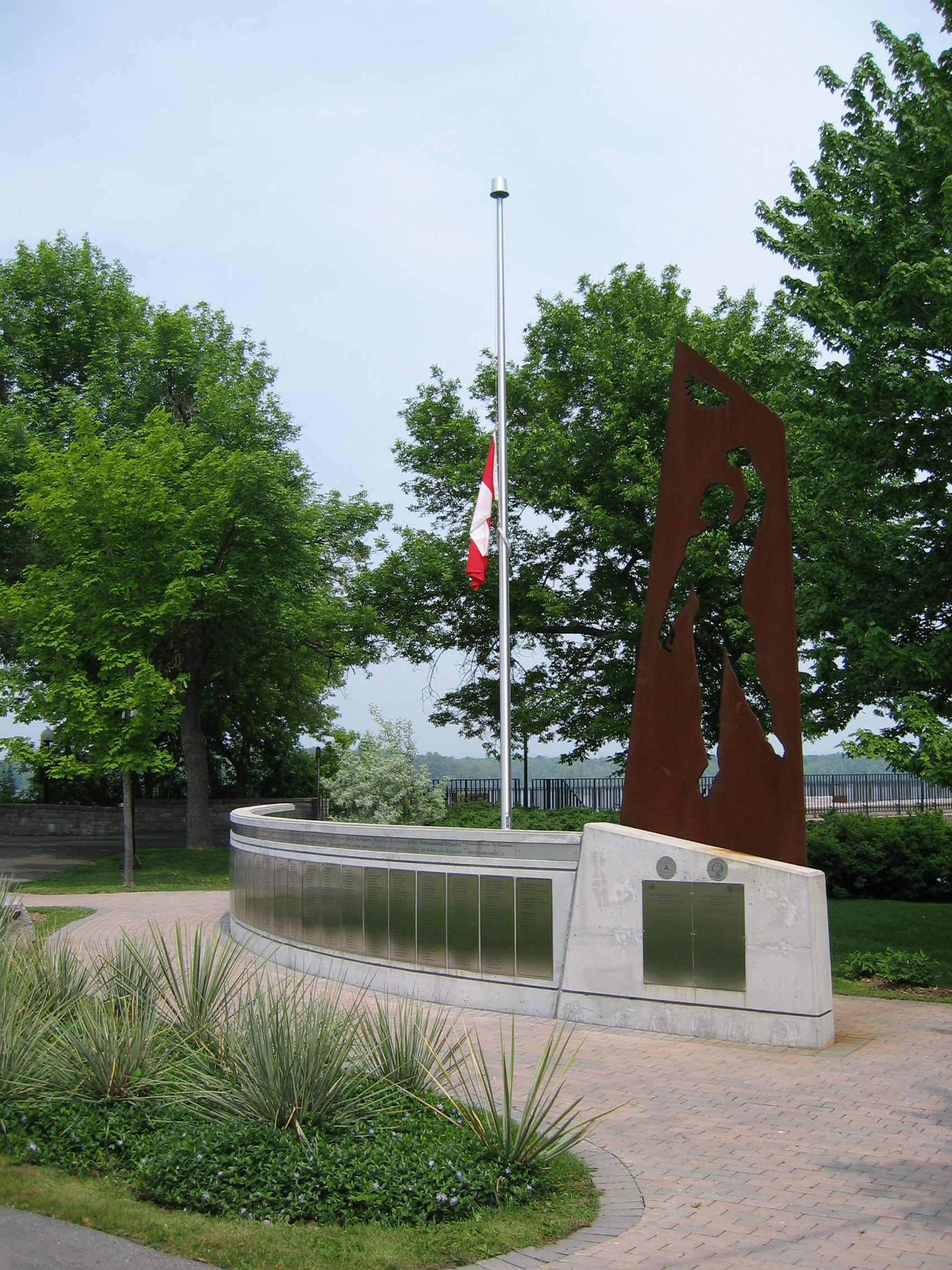
Монумент батальона Маккензи-Папино в Оттаве

Канадцы, погибшие в Гражданской войне в Испании, не упоминаются в официальных книгах памяти. Те, кто пережил войну, не имели права на ветеранские льготы. Тем не менее, 12 февраля 2000 года в Виктории (Британская Колумбия) был установлен памятник в честь батальона Маккензи-Папино.
В 2001 году в Оттаве был возведён Национальный памятник ветеранов Мак-Пап, он включает в себя имена 1546 канадских добровольцев, которые служили в Испании. В это число входят все те, кто служил в батальоне Маккензи-Папино, медицинской персонал, службы связи и транспорта, переводчики, и служившие в других бригадах. Памятник батальону Маккензи-Папино установлен в Грин-Айленд-Парк, Сассекс-драйв в Оттаве, Онтарио, который спроектировал архитектор Орист Савчук из Садбери. Он представляет собой фигуру Прометея, поднимающего руку к солнцу, вырезанную из пятиметрового листа стали. На 12-метровом мемориальном блоке написаны имена добровольцев.